# غیاث‌الدین غوری
غیاث‌الدین محمد از سلاطین خوشنام سلطنت غوری است که ظاهراً علاءالدین حسین جهانسوز پس از مرگ پدرش او و برادرش شهاب‌الدین را به فرمانروایی ایالات سنگه گمارد و فتح خراسان در زمان وی انجامید. غیاث‌الدین که حدود ۴۱ سال سلطنت کرد از سلاطین مشهور نیمهٔ دوم سدهٔ ۶ هجری است و مورد تمجید و احترام مورخان بود. او سیاستمداری با کفایت بود که مملکت را با حسن سیاست اداره می‌کرد. او از فضل و دانش و ادب بهره‌مند بود و خطی زیبا داشت و به فن بلاغت آشنا و به خط خود قران می‌نوشت. وزیران مشهور او شمس‌الملک عبدالجبار گیلانی، فخرالملک، شرف‌الدین، فروری مجدالملک و دیوشاهی داری بودند. غیاث
غیاث‌الدین محمد غوری در روز چهارشنبه ۲۷ جمادی‌الاول سال ۵۹۹ هجری قمری در سن ۶۳ سالگی در جوار مسجد جامع هرات چشم فروبست و در هرات به خاک سپرده شد.

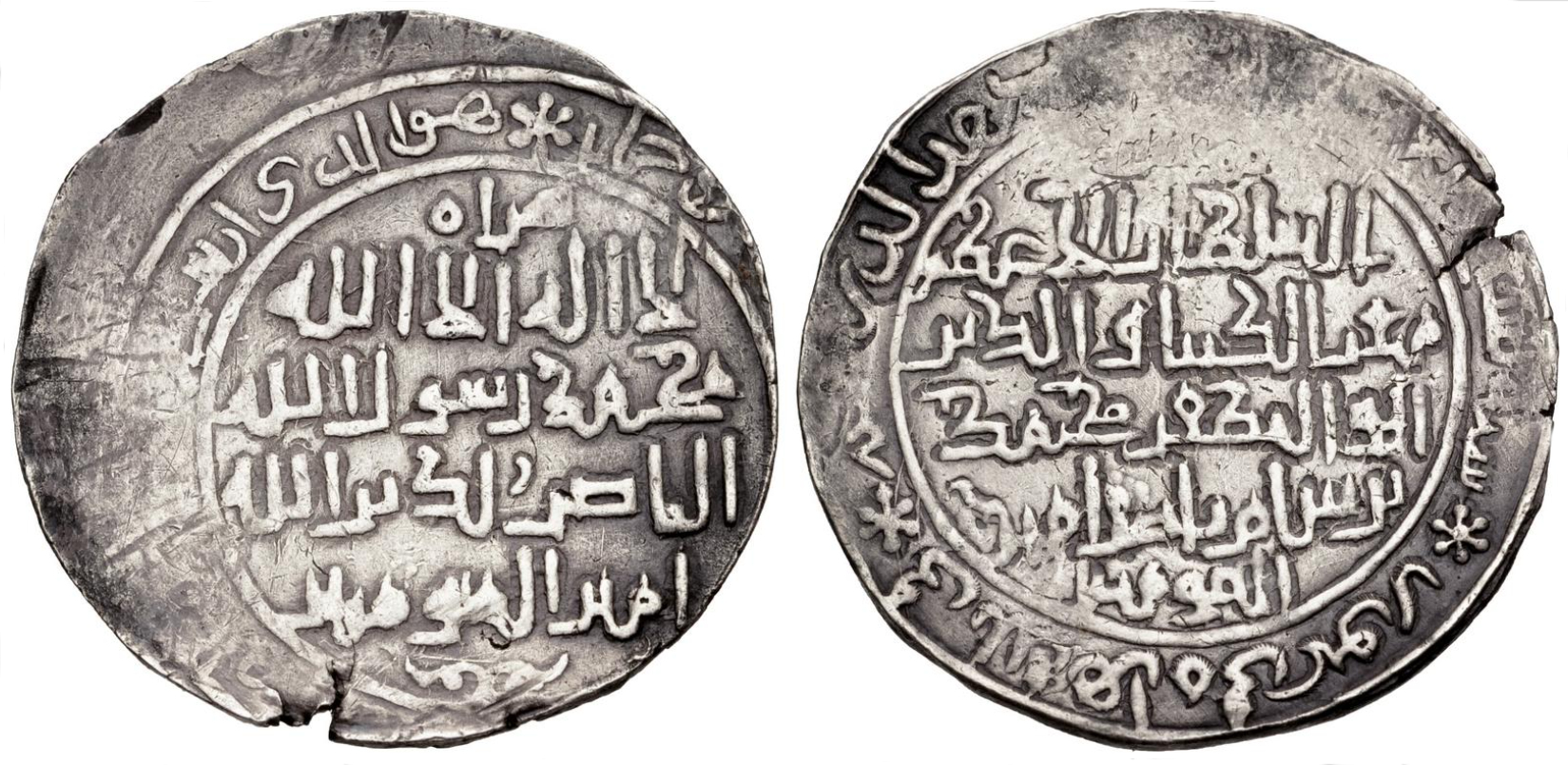
درخم غیاث‌الدین محمد غوری، ضرب هرات در ۱۲۰۲ میلادی

## رابطهٔ غیاث‌الدین محمد با خوارزمشاهیان
یکی از بخش‌های مهم و سراسر حادثهٔ حکومت غوریان با خوارزمشاهیان بود که اختلافاتی داشت:
1. اختلاف و دشمنی سلطنت خوارزمشاهی با خلیفه
2. غوریان از تصرف غزنین این توان را در خود دیدند که شاهان که یادآور سلطان محمود غزنوی باشد [نیازمند شفاف‌سازی]
3. اختلاف و کشمکش‌های داخلی و خارجی خوارزمشاهیان در عهد غیاث‌الدین[۲]

## رابطهٔ غیاث‌الدین با سلطانشاه بن ایل ارسلان
سلطانشاه عزم کرد تاج و تخت پدر را به دست آورد و مادرش را در این راه از دست داد و غیاث‌الدین از وی استقبال کرد.

## بناهای مشهور سلطان محمد
1. مسجد جامع هرات
2. باغ ارم در زمین‌داور[۴]